# Municipio de Úrsulo Galván
El municipio de Úrsulo Galván es uno de los 212 municipios del Estado de Veracruz integrante de la Región del Sotavento veracruzano, en las coordenadas 19°24” latitud norte y 96°22” longitud oeste, contando con una altura de 20 m s. n. m. Su cabecera es la localidad de Úrsulo Galván.
Recibe su nombre en honor a Úrsulo Galván Reyes, luchador agrario originario de Actopan, quien junto con otros líderes campesinos de la zona, gestaron la Fundación de la Liga de Comunidades Agrarias y Sindicatos Campesinos del Estado de Veracruz.
El municipio de Úrsulo Galván lo conforman 20 localidades en las cuales habitan 26 909 personas. Es un municipio categorizado como semiurbano, con población económicamente activa que fluctúa entre los 22 a los 45 años de edad, presentando un clima regularmente cálido tropical y con abundantes lluvias en verano y algunas más en otoño.

## Reseña histórica
Capital del imperio de los totonacas, el área ocupacional de este municipio se ubicó primeramente en la población de Cempoala, hacia el año 900 d. C. en donde la cultura Totonaca se desarrolló con gran auge en la parte central de Veracruz y hacia el clásico tardío, expandiéndose hacia otras zonas del estado.
En esta zona, Hernán Cortés tuvo una intensa actividad después de haber desembarcado, estableciendo alianzas con caciques para poder llevar a cabo la conquista de Tenochtitlan, entre los cuales destacaba uno que por su "Corpulencia y fuerza" fue llamado por Cortes en sus crónicas como "El Cacique Gordo", logrando reclutar un importante contingente con habitantes originarios de esta zona (Se calcula que fueron 1300 guerreros al poder de Cortés, quienes por su parte, se hacían acompañar de unos 500 españoles).
Tiempo después, como consecuencia de epidemias, y de constantes desplazamientos por batallas, Cempoala fue deshabitada y su cultura extinguida paso de los años. La fundación del pueblo ocurrió en 1765, y se denominaba San Carlos Chachalacas. Por decreto del 13 de noviembre de 1930, el poblado de San Carlos, recibe la categoría de villa y la denominación de Úrsulo Galván.

## Economía, tradiciones y lugares de interés
La actividad económica se desarrolla en 5 sectores, los cuales son base para la economía del municipio: Turismo, Agricultura, Ganadería, Pesca, y de Servicios. Su principal fuente de ingresos es la agricultura, desarrollándose ampliamente el cultivo y procesamiento de la caña de azúcar, para lo que cuenta dentro de su territorio con dos ingenios azucareros (Ingenio El Modelo e Ingenio La Gloria).
El municipio de Úrsulo Galván celebra sus tradicionales fiestas de carnaval en el mes de mayo, teniendo como festejo principal la feria de la caña, debido al término de la zafra (que se inicia al término del mes de noviembre y finalizan aproximadamente en el mes de mayo). Las fiestas patronales de este municipio son en honor a San Carlos Borromeo el día 4 de noviembre, realizando comuniones, bautizos y peregrinación con el santo al cual se venera.
En la comunidad de Monte de Oro y El Arenal de este municipio se celebra el día 7 de octubre las fiestas patronales a nuestra señora "la Virgen del Rosario".
En el mes de marzo el día 19, la Congregación de Cempoala celebra al Santo Patrono san José de Nazaret de la Montaña y en agosto la comunidad "El Paraíso" (La Charca) celebra el "Dulce nombre de la Virgen María".
En periodo vacacional de Semana Santa y tan solo a 5 km al este de la cabecera municipal, la Playa Chachalacas recibe hasta un promedio de 20 000 visitantes a lo largo de sus 10 km de playa, las cuales son ideales para el esparcimiento familiar y para la práctica de diversas actividades de recreación y de ecoturismo en sus dunas.
En la población de Cempoala, suelen ser visitados durante el equinoccio de primavera, las antiguas edificaciones totonacas, entre las cuales destacan, la Pirámide del Templo del Sol, levantada sobre la misma plataforma en la que se asienta el templo mayor, Cerrando el conjunto otros edificios menores separados entre sí por una plazoleta. El templo mayor conocido como el Templo de las chimeneas debido a una serie de pilastras semicirculares, que se ven como auténticas chimeneas, el templo mayor también es una construcción imponente. Al sur de estas edificaciones hay un grupo en el que destaca una estructura cónica, cuya parte superior parece haber sido utilizada como santuario. Se encuentra dentro de la zona un pequeño museo con piezas arqueológicas encontradas en la localidad.

## Geografía

### Límites municipales
Tiene límites administrativos con los siguientes municipios o accidentes geográficos, según su ubicación:
|                                 | Norte: Actopan                   |                       |
| Oeste: Actopan, Puente Nacional |                                  | Este: Golfo de México |
|                                 | Sur: Puente Nacional, La Antigua |                       |

El caudal del río Actopan, atraviesa una muy buena parte del municipio, siendo aprovechadas las aguas de este afluente para el desarrollo de la agricultura, desembocando hacia el golfo de México en Playa Chachalacas.
Se puede llegar muy fácilmente a este municipio a través de la carretera federal 180, la cual surca la zona costera central del estado de Veracruz.

## Demografía
De acuerdo al último censo, realizado en 2010 por el Instituto Nacional de Estadística y Geografía; el municipio posee una población de 29 005 habitantes, de los que 14 077 son hombres y 14 928 son mujeres.

## Localidades
El municipio tiene un total de 21 localidades. Las principales localidades y su población son las siguientes:
| Localidad              | Población |
| Total Municipio        | 29 005    |
| Zempoala               | 9 249     |
| Úrsulo Galván          | 5 259     |
| La Gloria              | 3 140     |
| Barra de Chachalacas   | 1 433     |
| Playa de Chachalacas   | 1 214     |
| El Paraíso (La Charca) | 1 109     |
| Paso de Doña Juana     | 656       |